# Амэноосихомими но Микото
Амэноосихомими но Микото (яп. 天忍穗耳尊) — в японской мифологии и синтоизме — ками, мужское божество. Он является сыном богини солнца Аматэрасу и бога ветра Сусаноо и отцом бога Ниниги но Микото.

## Рождение
После того, как Идзанаги родил богов, он отдал Аматэрасу небо, а её брату Сусаноо море. Однако Сусаноо не желал принять на себя правление и хотел удалиться в страну матери, Нэ-но катасу куни. За это разозлённый Идзанаги изгнал его. Перед изгнанием Сусаноо решил навестить сестру, которая посчитала, что брат хочет отнять её владения. Дабы подтвердить свои мирные намерения, Сусаноо сочетался с ней браком, и из вещей друг друга брат и сестра родили ряд богов. Видя красоту родившихся у него дочерей, Сусаноо решил, что доказал свою невиновность и тем самым победил Аматэрасу. Однако поведение Сусаноо стало лишь хуже, и в итоге он сначала испражнился в покоях богини, следом уничтожил все священные рисовые поля. Боги попросили остановить его, но Аматэрасу оправдала поведение брата, утверждая, что его поведение, даже если оно было недобросовестным, не вызовет серьезных проблем. Однако Сусаноо продолжал вредить сестре. Напал на священную прядильную фабрику Аматерасу. На крыше он проделал дыру, ободрал кожу с небесного коня и бросил её в ткацкий зал своей сестры. Небесные ткачихи с перепугу наткнулись на ткацкие станки укололи себя челноками в тайные места и умерли. Аматэрасу тоже испугалась, разгневалась и скрылась в пещере, а весь мир погрузился во тьму.